# 巴納姆效應
巴納姆效應（英語：Barnum effect），又稱巴南效應、弗拉效應，是一種心理現象， 指人們在人格測驗中，對於專為他們設計的人格描述感到非常準確，但這些描述通常都非常模糊且適用於大多數人。 巴納姆效應能夠解释占星學、占卜、心理測驗、抽籤及擲筊等伪科学被普遍接受的現象。
「巴納姆」是指十九世紀美國馬戲團經紀人兼演出者費尼爾司·泰勒·巴納姆（Phineas Taylor Barnum），美籍臨床心理學家保爾·米爾為表達對巴納姆的敬意而命名。

## 弗拉實驗
美國心理學家佛瑞於1948年對學生進行一項人格測驗，並根據測驗結果進行分析。試後學生會對測驗結果與自身特質的契合度評分，0分最低，5分最高。事實上，所有學生得到的「個人分析」都是相同的：
|  | 你祈求受到他人喜愛卻對自己吹毛求疵。雖然人格有些缺陷，大體而言你都有辦法彌補。你擁有可觀的未開發潛能尚未就你的長處發揮。看似強硬、严格自律的外在掩蓋着不安與憂慮的內心。許多時候，你嚴重的質疑自己是否做了對的事情或正確的決定。你喜歡一定程度的變動並在受限時感到不滿。你為自己是獨立思想者自豪並且不会接受沒有充分證據的言論。但你認為對他人過度坦率是不明智的。有些時候你外向、親和、善於交際，有些時候你卻內向、謹慎而沉默。你的一些抱負是不切實際的。 |

結果平均評分為4.31，在評分之後才揭曉，佛瑞是從星座與人格關係的描述中蒐集出這些內容。從分析報告的描述可見，很多語句是適用於任何人，這些語句後來以巴納姆命名為「巴納姆語句」。
在巴纳姆效应测试的另一个研究当中，学生们用的是明尼苏达多项人格问卷（MMPI）。研究者对問卷进行了评估後，给了学生们两份评估結果，其中一份是正确的评估和一份是假造的，即是評估中用一些模糊且泛泛而谈的描述。之后，学生们被问到哪一份评估报告最切合自己，有大約6成的学生（59%）选择了那份假的评估报告，而不是那份真实的。
巴纳姆效应又称为「佛瑞效应」（Forer effect），只不过巴纳姆效应这个词的使用更频繁。这个词在1956年被心理学家保爾·米爾在他所著作的文章“Wanted - A Good Cookbook”中所创建。他提到了某些对臭名昭彰的骗子企业家和商人的“伪成功”的心理测试的模糊的个性描述。

## 重复研究
有两个非常重要的因素来确保研究是可靠的。首先，描述的内容很重要，尤其专门强调正面和负面的评价的比例。另外的因素是，研究信任给予反馈的那些人给予了基于诚实和客观的评价。
效果是如此的一致，因为句子都是模糊的。人们可以从这些语句中找到他们自己的想法，然后就认为这些语句成为了他们的个性。最有效果的是包含了“有時候”这个词语的句子，比如：“你有時候会觉得你非常的相信自己，然而在其他的时候你并不是那么的自信”这句话几乎适用于所有的人，因此每个人都可以按他们的意思去读。重复试验时，以这种使得句子模糊的方式将会确保高度的可靠性。

## 影響效應的變數
後期的研究發現，若以下條件實現，實驗對象將會認為人格測驗的分析更加準確：
- 實驗對象相信該分析只應用於他們身上
- 實驗對象相信分析者的權威
- 分析主要集中在正面描述方面

詳見Dickson and Kelly的檢討報告。

## 相關研究

### 相信超自然
有证据说明巴納姆效應在事前有超自然信仰傾向的受試者会造成更大的影响，例如相信占星术的受试者會更倾向於认为模糊的泛泛而谈的反响特别适用于他们。其他超自然信仰的例子包括了对魔法的信仰，spiritual happenings，或者说其他的因素。对精神分裂和巴纳姆效应的信仰之间的研究反映了他们具有高度的相关性。
然而，在2009年罗杰斯（Paul Rogers）和索尔的研究当中（参考下文）也测试了受试者对占星术的信仰，中国和西方的怀疑论者更想去证明在巴纳姆特性中的不确定性。这意味着不相信占星术的人可能会很少受这个效应影响。

### 自利偏差
自利偏差已經被證實會抵消掉巴納姆效應。根據自利偏差學說，受試者傾向於接受與他們有關的正面特質，卻不接受負面特質。在一項研究中受試者們會拿到三份人格特質報告中的其中一份，第一份寫著包含受歡迎的人格特質的巴納姆語句；第二份混合了正面與負面的人格特質；而第三份則寫滿負面特質。
研究結果顯示，比起拿到寫滿負面特質報告的受試者，拿到同時包含正面與負面人格特質報告的受試者最同意這份人格評估，不過拿到第一份與第二份報告的受試者在對報告的同意度上並沒有顯著差異。
在另一項研究中，受試者並沒有像一般巴納姆效應試驗一樣拿到假的人格報告，而是拿到一份寫滿各種人格特質的列表。他們被要求評估表上列的特質有多符合他們。研究結果與自利偏差效應相符，大部分受試者同意正面特質符合自身，而不接受負面特質。這項研究反映了自利偏差效應十分強大，能抵銷一般的巴納姆效應。